# Mary, Queen of Scots
Mary, Queen of Scots (bra: Mary Stuart, Rainha da Escócia; prt: As Duas Rainhas) é um filme britânico de 1971, do gênero drama, dirigido por Charles Jarrott e estrelado por Vanessa Redgrave e Glenda Jackson.
Sem compromissos com a verdade histórica, o roteiro mostra um suposto confronto vis a vis entre Mary Stuart, rainha da Escócia, e Isabel 1.ª, da Inglaterra. Só que, na realidade, as duas nunca se encontraram.
Os luxuosos figurinos e decoração Tudor foram indicados ao Oscar, assim como a atuação de Vanessa Redgrave, no papel da rainha escocesa. Ao todo, a produção recebeu cinco indicações.
Segundo Ken Wlaschin, este é um dos 10 melhores filmes de Vanessa Redgrave.

## Sinopse

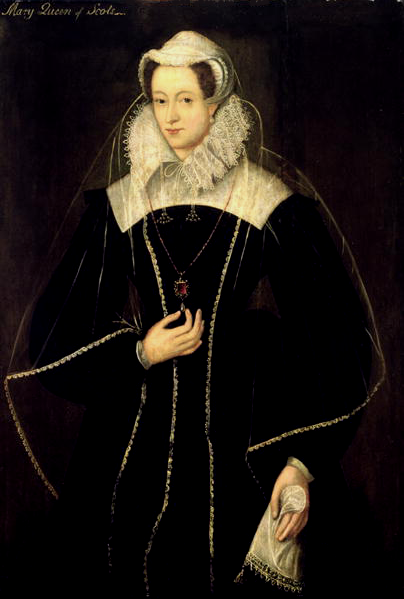
A verdadeira Maria Stuart, retratada em 1575, na prisão

Mary Stuart, declarada rainha da Escócia com apenas 6 dias de idade, reclama também o trono da Inglaterra, onde reina Isabel 1.ª, que, sentindo-se ameaçada, manda prendê-la. Mary tinha então 23 anos. Após duas décadas de cativeiro itinerante, fugas e muitas conspirações, foi finalmente decapitada.

## Principais premiações
| Patrocinador                                            | Prêmio         | Categoria | Situação |
| ------------------------------------------------------- | -------------- | --- | --- |
| Academia de Artes e Ciências Cinematográficas           | Oscar          | Melhor Atriz (Vanessa Redgrave) Melhor Direção de Arte Melhor Figurino Melhor Mixagem de Som Melhor Trilha Sonora Original                                                | Indicado |
| Associação de Correspondentes Estrangeiros de Hollywood | Golden Globe   | Melhor Filme Dramático Melhor Atriz em Filme Dramático (Vanessa Redgrave) Melhor Atriz em Filme Dramático (Glenda Jackson) Melhor Roteiro - Cinema Trilha Sonora Original | Indicado[carece de fontes?] Indicado[carece de fontes?] Indicado[carece de fontes?] Indicado[carece de fontes?] Indicado[carece de fontes?] |
| Academia Italiana de Cinema                             | David Especial | Vanessa Redgrave Glenda Jackson | Vencedor[carece de fontes?] |

## Elenco
| Ator/Atriz       | Personagem         |
| ---------------- | ------------------ |
| Vanessa Redgrave | Rainha Mary Stuart |
| Glenda Jackson   | Rainha Isabel I    |
| Patrick McGoohan | James Stuart       |
| Timothy Dalton   | Lorde Darnley      |
| Nigel Davenport  | Lorde Bothwell     |
| Trevor Howard    | William Cecil      |
| Daniel Massey    | Robert Dudley      |
| Ian Holm         | David Riccio       |
| Andrew Keir      | Ruthven            |
| Tom Fleming      | Padre Ballard      |
| Katherine Kath   | Catarina de Médici |
| Beth Harris      | Mary Seton         |
| Frances White    | Mary Fleming       |
| Liah O'Prey      | Mary Livingston    |
| Bruce Purchase   | Morton             |
| Brian Coburn     | Huntly             |